# Никола Хрисоверг
Свети Никола Хрисоверг (грч. Νικόλαος ὁ Χρυσοβέργης) је био цариградски партијарх у периоду од 984. до 996. године. Рукоположио је за презвитера чувеног Симеона Новог Богослова онда када је овај духовни великан био изабран за настојатеља манастира Светог мученика Маманта у Цариграду. По предању, за његово време десило се у Кареји на Светој гори чудесно јављење архангела Гаврила, који је том приликом научио монахе, да хвале Пресвету Богородицу песмом Достојно јест, написавши ту песму на плочи у цркви једне ћелије, која се од тада назива келија „Достојно“.
Православна црква прославља Светог патријарха Николу 16. децембра по јулијанском календару.